# Fluturele de mătase
Fluturele de mătase este un film românesc din 1975 regizat de Dona Barta.